# خوان كاباييرو
خوان كاباييرو (بالإسبانية: Juan Caballero)‏ هو لاعب كرة قدم بيروفي في مركز مهاجم ‏، ولد في 27 يونيو 1958 في تروخيو في بيرو. شارك مع منتخب بيرو لكرة القدم. أما مع النوادي، فقد لعب مع سبورت بويز ونادي إلتشي ونادي سبورتينغ كريستال.

## وصلات خارجية
- خوان كاباييرو على موقع قاعدة بيانات كرة القدم.إي يو (الإنجليزية)
- خوان كاباييرو على موقع ناشيونال فوتبول تيمز (الإنجليزية)